# Leopold von Anhalt

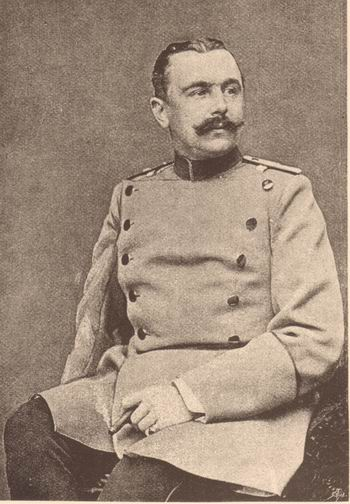
Leopold von Anhalt

Leopold Friedrich Franz Ernst von Anhalt-Dessau (* 18. Juli 1855 in Dessau; † 2. Februar 1886 in Cannes) war Erbprinz des Herzogtums Anhalt.

## Leben
Leopold wurde als Sohn des späteren Herzogs Friedrich I. von Anhalt und der Prinzessin Antoinette von Sachsen-Altenburg geboren. Er begab sich zusammen mit seinem jüngeren Bruder Friedrich auf Studienreise nach Genf, Bonn und München. Beide Brüder traten danach als Offiziere in die Preußische Armee ein und blieben dort bis 1883 im aktiven Dienst. Zuletzt stand Leopold als Hauptmann bzw. Rittmeister à la suite des Anhaltischen Infanterie-Regiments Nr. 93 und des 1. Garde-Dragoner-Regiments.
Er war 1875 Corpsschleifenträger des Corps Borussia Bonn.

## Ehe
Leopold heiratete am 26. Mai 1884 auf Schloss Philippsruhe Prinzessin Elisabeth von Hessen-Rumpenheim (1861–1955), Tochter des Titular-Landgrafen Friedrich Wilhelm von Hessen-Kassel-Rumpenheim (1820–1884) und Prinzessin Maria Anna von Preußen (1836–1918). Aus der Ehe ging eine Tochter Antoinette (1885–1963) hervor, sie heiratete 1909 Friedrich Prinz zu Schaumburg-Lippe (1868–1945).
Erbprinz Leopold von Anhalt starb am 2. Februar 1886 in Cannes.

## Auszeichnungen
- Großkreuz des Hausordens Albrechts des Bären im Jahre 1873

## Vorfahren
| Ahnentafel Erbprinz Leopold von Anhalt (1855–1886) | Ahnentafel Erbprinz Leopold von Anhalt (1855–1886)                                                        | Ahnentafel Erbprinz Leopold von Anhalt (1855–1886)                                                        | Ahnentafel Erbprinz Leopold von Anhalt (1855–1886)                                                                    | Ahnentafel Erbprinz Leopold von Anhalt (1855–1886)                                                                    | Ahnentafel Erbprinz Leopold von Anhalt (1855–1886)                                                                       | Ahnentafel Erbprinz Leopold von Anhalt (1855–1886)                                                                       | Ahnentafel Erbprinz Leopold von Anhalt (1855–1886)                                                               | Ahnentafel Erbprinz Leopold von Anhalt (1855–1886)                                                               |
| -------------------------------------------------- | --- | --- | --- | --- | --- | --- | --- | --- |
| Urgroßeltern                                       | Erbprinz Friedrich von Anhalt-Dessau (1769–1814) ⚭ 1792 Prinzessin Amalie von Hessen-Homburg (1774–1846)  | Erbprinz Friedrich von Anhalt-Dessau (1769–1814) ⚭ 1792 Prinzessin Amalie von Hessen-Homburg (1774–1846)  | Prinz Friedrich Ludwig Karl von Preußen (1773–1796) ⚭ 1793 Prinzessin Friederike von Mecklenburg-Strelitz (1778–1841) | Prinz Friedrich Ludwig Karl von Preußen (1773–1796) ⚭ 1793 Prinzessin Friederike von Mecklenburg-Strelitz (1778–1841) | Herzog Friedrich von Sachsen-Hildburghausen (1763–1834) ⚭ 1785 Prinzessin Charlotte von Mecklenburg-Strelitz (1769–1818) | Herzog Friedrich von Sachsen-Hildburghausen (1763–1834) ⚭ 1785 Prinzessin Charlotte von Mecklenburg-Strelitz (1769–1818) | Fürst Karl (Hohenzollern-Sigmaringen) (1785–1853) ⚭ 1808 Frau Antoinette Murat (1793–1847)                       | Fürst Karl (Hohenzollern-Sigmaringen) (1785–1853) ⚭ 1808 Frau Antoinette Murat (1793–1847)                       |
| Großeltern                                         | Herzog Leopold IV. von Anhalt-Dessau (1794–1871) ⚭ 1818 Prinzessin Friederike von Preußen (1796–1850)     | Herzog Leopold IV. von Anhalt-Dessau (1794–1871) ⚭ 1818 Prinzessin Friederike von Preußen (1796–1850)     | Herzog Leopold IV. von Anhalt-Dessau (1794–1871) ⚭ 1818 Prinzessin Friederike von Preußen (1796–1850)                 | Herzog Leopold IV. von Anhalt-Dessau (1794–1871) ⚭ 1818 Prinzessin Friederike von Preußen (1796–1850)                 | Prinz Eduard von Sachsen-Altenburg (1804–1852) ⚭ 1835 Prinzessin Amalie von Hohenzollern-Sigmaringen (1815–1841)         | Prinz Eduard von Sachsen-Altenburg (1804–1852) ⚭ 1835 Prinzessin Amalie von Hohenzollern-Sigmaringen (1815–1841)         | Prinz Eduard von Sachsen-Altenburg (1804–1852) ⚭ 1835 Prinzessin Amalie von Hohenzollern-Sigmaringen (1815–1841) | Prinz Eduard von Sachsen-Altenburg (1804–1852) ⚭ 1835 Prinzessin Amalie von Hohenzollern-Sigmaringen (1815–1841) |
| Eltern                                             | Landgraf Friedrich I. (Anhalt) (1831–1904) ⚭ 1854 Prinzessin Antoinette von Sachsen-Altenburg (1838–1908) | Landgraf Friedrich I. (Anhalt) (1831–1904) ⚭ 1854 Prinzessin Antoinette von Sachsen-Altenburg (1838–1908) | Landgraf Friedrich I. (Anhalt) (1831–1904) ⚭ 1854 Prinzessin Antoinette von Sachsen-Altenburg (1838–1908)             | Landgraf Friedrich I. (Anhalt) (1831–1904) ⚭ 1854 Prinzessin Antoinette von Sachsen-Altenburg (1838–1908)             | Landgraf Friedrich I. (Anhalt) (1831–1904) ⚭ 1854 Prinzessin Antoinette von Sachsen-Altenburg (1838–1908)                | Landgraf Friedrich I. (Anhalt) (1831–1904) ⚭ 1854 Prinzessin Antoinette von Sachsen-Altenburg (1838–1908)                | Landgraf Friedrich I. (Anhalt) (1831–1904) ⚭ 1854 Prinzessin Antoinette von Sachsen-Altenburg (1838–1908)        | Landgraf Friedrich I. (Anhalt) (1831–1904) ⚭ 1854 Prinzessin Antoinette von Sachsen-Altenburg (1838–1908)        |
| Erbprinz Leopold von Anhalt (1855–1886)            | | | | | | | | |